# Джуанци
Джуанци (на китайски: 壮族/壯族, пинин: Zhuàngzú; джуански: Bouxcuengh) е един от 56-те признати народа в Народна република Китай и първото по численост малцинство в страната. Почти всички представители на народа живеят в Китай, като по-голямата част от тях живеят в Гуанси-джуански автономен регион, а останалите в провинция Юнан и в провинция Гуандун.

## История
Че историята им може да бъде проследена по един или друг начин до древния народ Луооще, който е населявал територията на Гуанси преди почти 3500 години. Апогеят на Кралство Луооще е между 6 и 4 век пр.н.е, а краят му е сложен със завладяването му през 316 пр.н.е. от царство Цин. През вековете за народа, който продължил да населява този район са използвани различни имена и едва през 10 век(Сун) за първи път той е наименуван джуанци. Името успява да се утвърди и продължава да се използва чак до наши дни.

## Население
Общият брой на джуанцитe по света е около 18,54 милиона души(2010), като 15,66 млн. живеят в Гуанси-джуански автономен регион.Kъдето те са 32 % от населението (2000). Големи емигрантски общности от джуанци има във Виетнам, Камбоджа, Лаос, Тайланд, Япония, САЩ, Канада, Русия, Франция, Австралия и Обединеното кралство.

## Език
Малко повече от половината джуанци говорят езика джуанци, който принадлежи към таи-кадай езиковото семейство, в което влизат и лаоския и тайландския.

## Религия
Джуанците са сравнително хомогенен народ и са запазили своята еднородност. Често срещана практика е членовете на един и същи клан да живеят в едно и също село или да са всичките му жители. Мнозинството от джуанци са анимисти, които практикуват култ към предците. С навлизането на други религии в районите населени от джуанци в техните вярвания са навлезли значителни заемки от будизма, таоизма и китайския фолклор.